# Ophthalmitis siniherbida
Ophthalmitis siniherbida är en fjärilsart som beskrevs av Eugen Wehrli 1943. Ophthalmitis siniherbida ingår i släktet Ophthalmitis och familjen mätare. Inga underarter finns listade i Catalogue of Life.